# 1984年の自転車競技
1984年の自転車競技（1984ねんのじてんしゃきょうぎ）では1984年の自転車競技についてまとめる。

## 主なできごと
- 中野浩一、スペイン・バルセロナで行われた世界選手権・プロスクラッチ決勝で、オクタヴィオ・ダザンを2-0で下し、同大会同種目8連覇を達成。これにより、ジェフ・シェーレン、アントニオ・マスペスと並んでいた同大会同種目の最多優勝記録を更新したため、後にこの記録がギネスブックに登録されることになった。
- 当時日本大学所属の坂本勉が、ロサンゼルスオリンピック・男子スクラッチで3位に入り、オリンピックの自転車競技日本代表選手として初めて夏季オリンピックで銅メダルを獲得。
- ロサンゼルスオリンピックより、オリンピック自転車競技では、女子として初めての種目となる個人ロードレースが行われ、コニー・カーペンターが同種目初代金メダリストとなった。また、男子ポイントレースも新種目として加わった。
- 中野浩一、昭和天皇主催の秋の園遊会に、公営競技関係者として初めて招待される。また、日本自転車振興会は、中野の内外における功績を讃え、現役競輪選手としては初となる、日本競輪学校名誉教官の称号を授与。なお同職授与者は、松本勝明に次いで史上2例目。
- ベルナール・イノーが長年に亘って在籍していたルノーを離れ、グレッグ・レモンらと共に新チーム、ラ・ヴィ・クレールを結成。
- ウース・フローラー、世界選手権・プロポイントレースで4連覇を達成。
- ローラン・リボトン、シクロクロス世界選手権・プロ部門3連覇達成。
- ショーン・ケリー、パリ〜ニース総合3連覇達成。
- 国際自転車競技連合(UCI)のロードレース新ランキング制度、UCI・ロードワールドランキングスが開始される（2004年まで）
- 競輪祭初日の開催より、競輪のユニフォームが20年ぶりに刷新されることになった。

## 主な成績

### ロードレース
- ブエルタ・ア・エスパーニャ：4月17日〜5月6日
  - 総合優勝：エリック・カリトゥー（ フランス、スキル・レイデル） 90時間8分3秒
  - ポイント賞：ギド・ファン・カルステル（ ベルギー）
  - 山岳賞：フェリペ・ヤニェス（ スペイン）
- ジロ・デ・イタリア：5月17日〜6月10日
  - 総合優勝：フランチェスコ・モゼール（ イタリア、ジス） 98時間32分20秒
  - ポイント賞：ウース・フローラー（ スイス）
  - 山岳賞：ローラン・フィニョン（ フランス）
- ツール・ド・フランス：6月29日〜7月22日
  - 総合優勝：ローラン・フィニョン（ フランス、ルノー・エルフ） 112時間3分40秒
  - ポイント賞：フランク・ホスト（ ベルギー）
  - 山岳賞：ロバート・ミラー（ イギリス）
- 世界選手権・プロロードレース：9月1日、 スペイン・バルセロナ
  - 優勝：クロード・クリケリオン（ ベルギー） 6時間46分46秒
- ミラノ〜サンレモ：3月17日
  - 優勝：フランチェスコ・モゼール（ イタリア）
- ロンド・ファン・フラーンデレン：4月1日
  - 優勝：ヨハン・ラメルツ（ オランダ）
- パリ〜ルーベ：4月8日
  - 優勝：ショーン・ケリー（ アイルランド）
- リエージュ〜バストーニュ〜リエージュ：4月15日
  - 優勝：ショーン・ケリー（ アイルランド）
- ジロ・ディ・ロンバルディア：10月13日
  - 優勝：ベルナール・イノー（ フランス）
- スーパープレスティージュ
  - 優勝：ショーン・ケリー（ アイルランド）
- UCI・ロードワールドランキングス
  - 優勝：ショーン・ケリー（ アイルランド）

### トラックレース

#### 競輪
- 日本選手権競輪：決勝日・3月20日 千葉競輪場
  - 優勝：滝澤正光（千葉）
- 高松宮杯競輪：決勝日・6月5日 大津びわこ競輪場
  - 優勝：佐々木昭彦（佐賀）
- オールスター競輪：決勝日・9月25日 西宮競輪場
  - 優勝：吉井秀仁（千葉）
- 競輪祭：競輪王戦決勝日・11月27日、新人王戦決勝日・11月25日 小倉競輪場
  - 全日本競輪王戦優勝：井上茂徳（佐賀）
  - 全日本新人王戦優勝：小門洋一（神奈川）
- 賞金王：井上茂徳（佐賀） - 98,545,100円

### シクロクロス
- 世界選手権自転車競技大会： オランダ・オス
  - プロ優勝：ローラン・リボトン（ ベルギー）